# Nicholas Hooper
Nicholas Hooper is een BAFTA-winnaar en Grammy Award-genomineerde Britse film en -televisiecomponist en vooral bekend voor de soundtrack van Harry Potter en de Halfbloed Prins. Hij componeerde onder andere de muziek voor de BBC producties Land of the Tiger en Andes to Amazon. Voor televisiefilms als The Tichborne Claimant, My Family and Other Animals en The Girl in the Café werd hij ook gevraagd. In 2004 won Hooper een BAFTA Award voor Orginal Score voor de film The Young Visiters. Hij ontving ook een BAFTA voor Best Original Television Music in 2007 voor Prime Suspect: The Final Act. 
Het bekendste plekje in zijn profiel wordt ingenomen door Harry Potter en de Orde van de Feniks en Harry Potter en de Halfbloed Prins van zijn goede vriend regisseur David Yates, met wie hij eerder samenwerkte voor The Girl in the Café. Dit was Hoopers eerste werk voor een kaskraker. Yates vroeg Hooper opnieuw voor de zesde Harry Potterfilm, waarvoor hij genomineerd werd voor een Grammy Award. Ondanks het succes koos Hooper ervoor niet terug te keren voor Harry Potter en de Relieken van de Dood omwille van de enorme media-aandacht. Zijn plaats werd ingenomen door Alexandre Desplat, die de compositie voor de laatste twee films op zich nam. 

## Filmografie
- 1998: The Tichborne Claimant
- 2002: The Heart of Me
- 2007: Harry Potter and the Order of the Phoenix
- 2009: Harry Potter and the Half-Blood Prince
- 2011: Stella Days

## Overige producties

### Televisiefilms
- 2002: The Secret
- 2003: Loving You
- 2003: The Young Visiters
- 2005: Bloodlines
- 2005: The Girl in the Café
- 2005: My Family and Other Animals
- 2006: The Chatterley Affaire
- 2006: The Best Man
- 2006: Prime Suspect: The Final Act
- 2008: Einstein and Eddington
- 2009: Enid
- 2009: Yes, Virgina
- 2010: Mo

### Televisieseries
- 1995: Mirror, Mirror
- 2001: The Way We Live Now
- 2003: State of Play
- 2004: Messiah: The Promise
- 2004: Blue Murder
- 2012: Birdsong
- 2013: The Escape Artist

### Documentaires
- 1985: Land of the Tiger
- 2011: African Cats
- 2012: Chimpanzee

### Documentaire series
- 1996: Nature (1996 - 2005)
- 2003: The Future Is Wild
- 2013: North America
- 2015: Terra Mater

## Prijzen en nominaties

### Grammy Awards
| Jaar | Titel                                  | Categorie                                                                    | Uitslag     |
| ---- | -------------------------------------- | ---------------------------------------------------------------------------- | ----------- |
| 2010 | Harry Potter and the Half-Blood Prince | Beste partituur soundtrackalbum voor film, televisie of andere visuele media | Genomineerd |